# パンダゲンロクダイ
パンダゲンロクダイ（熊猫元禄鯛、学名：Roa haraguchiae）は、スズキ目チョウチョウウオ科に分類される魚類の一種。学名は原口百合子への献名、和名は白黒の縞模様に由来する。通称はクロゲンロクダイ。

## 形態
- 体長10cm[4]。
- 吻が短い[2]。
- 白黒の縞模様[2]。

よく似た種

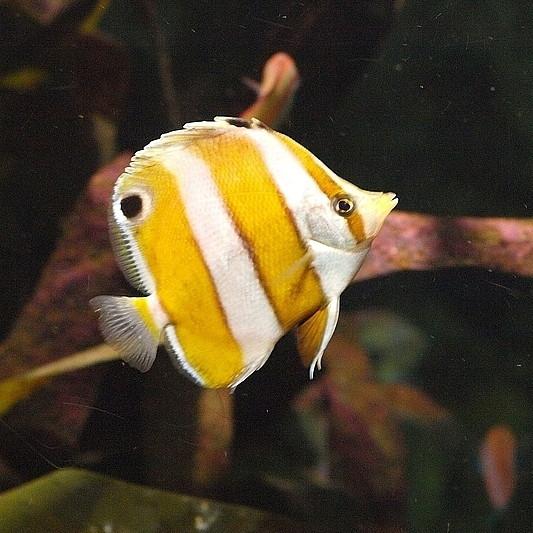
ゲンロクダイ

ゲンロクダイと似ているが、ゲンロクダイの縞模様は黄と白であるのに対し、本種の縞模様は黒と白である。
鹿児島大学総合研究博物館は、神奈川県立生命の星・地球博物館が公開していた写真で見つけたゲンロクダイに似た魚（本種）を新種ではないかと推測し、2020年にゲンロクダイとは別種であることを証明した。

## 生態
詳細は不明なものの、水深40-200mの岩礁域に単独かペアでいるところを観察されている。

## 分布
伊豆半島、鹿児島湾、沖縄、東シナ海、フィリピンに生息していることが判明している。